# J.League Cup 2003
Der J.League Cup 2003, offiziell aufgrund eines Sponsorenvertrages mit dem Gebäckhersteller Yamazaki Nabisco nach einer Marke desselben 2003 J.League Yamazaki Nabisco Cup genannt, war die elfte Ausgabe des J.League Cup, des höchsten Fußball-Ligapokal-Wettbewerbs in Japan.

## Spieler
| Verein               | Spieler |
| -------------------- | --- |
| Vegalta Sendai       | Kiyomitsu Kobari (1/0), Susumu Watanabe (1/0), Ichizō Nakata (2/0), Norio Omura (5/0), Fabiano (4/0), Toshiyuki Abe (6/0), Naoki Chiba (2/0), Silvinho (4/1), Marcos (3/1), Nobuyuki Zaizen (4/1), Hisato Satō (6/4), Yoshiteru Yamashita (4/1), Teruo Iwamoto (4/0), Toshiya Ishii (6/0), Yūichi Nemoto (6/0), Takumi Morikawa (5/0), Yasushi Fukunaga (1/0), Daijirō Takakuwa (5/0), Masahiro Kazuma (1/0), Hajime Moriyasu (3/1), Toshihiro Yahata (1/0), Takayuki Nakahara (4/0), Takahiro Yamada (1/0)                                                                                         |
| Kashima Antlers      | Akira Narahashi (4/0), Yutaka Akita (5/0), Gō Ōiwa (5/0), Kōji Nakata (2/2), Yasuto Honda (5/0), Naoki Sōma (3/1), Mitsuo Ogasawara (3/1), Euller (3/1), Masashi Motoyama (4/1), Seiji Kaneko (1/0), Fernando (4/1), Jun Uchida (3/0), Kōji Kumagai (1/0), Tomoyuki Hirase (4/1), Tomohiko Ikeuchi (2/0), Hitoshi Sogahata (5/0), Tatsuya Ishikawa (2/0), Takeshi Aoki (4/0), Takuya Nozawa (1/0), Masaki Fukai (5/0), Yūki Nakashima (4/0) |
| Urawa Reds           | Norihiro Yamagishi (5/0), Keisuke Tsuboi (11/0), Zelic (7/0), Ichiei Muroi (8/0), Nobuhisa Yamada (11/0), Edmundo (2/0), Kōji Yamase (6/2), Yūichirō Nagai (8/1), Emerson (9/8), Tatsuya Tanaka (10/4), Takuya Mikami (4/0), Keita Suzuki (10/1), Tadaaki Hirakawa (9/0), Tōru Chishima (2/1), Makoto Hasebe (9/1), Hideki Uchidate (10/0), Satoshi Horinouchi (2/0), Ryōta Tsuzuki (7/0), Hiroyuki Kobayashi (3/0), Nikiforov (4/0) |
| JEF United Ichihara  | Eisuke Nakanishi (2/1), Megumu Yoshida (1/0), Takayuki Chano (3/0), Milinovic (2/0), Yūki Abe (3/0), Shin’ichi Mutō (1/0), Shigetoshi Hasebe (1/0), Katsutomo Ōshiba (1/0), Choi Yong-soo (2/0), Shigeyoshi Mochizuki (3/0), Sandro (1/1), Yūto Satō (3/0), Kōji Nakajima (3/1), Takenori Hayashi (2/0), Ryō Kushino (3/0), Seiichirō Maki (4/0), Shinji Murai (3/0), Kōhei Kudō (1/0), Naotake Hanyū (2/0), Masataka Sakamoto (2/0), Satoru Yamagishi (3/0), Takuto Koyama (1/0), Takashi Rakuyama (2/0), Masahiro Okamoto (1/0), Kōzō Yūki (2/0), Daisuke Saitō (4/0)                             |
| Kashiwa Reysol       | Yūta Minami (3/0), Kensuke Nebiki (3/0), Norihiro Satsukawa (1/0), Takeshi Watanabe (3/0), Sōta Nakazawa (1/0), Ricardinho (3/1), Tomokazu Myōjin (4/0), Jussie (2/0), Marcio (4/1), Harutaka Ōno (1/0), Nozomu Katō (2/0), Tadatoshi Masuda (4/0), Mitsuteru Watanabe (3/0), Masayuki Ochiai (1/0), Tatsuya Yazawa (1/0), Dai Satō (2/0), Shunta Nagai (6/0), Kishō Yano (2/0), Yūji Unozawa (2/1), Mitsuru Nagata (4/0), Kenta Shimizu (1/0), Hidekazu Ōtani (5/0), Tomonori Hirayama (3/0), Takahiro Shimotaira (3/0), Naoya Kondō (2/0), Shin’ya Tanoue (5/0), Keiji Tamada (5/0), Robert (1/0) |
| FC Tokyo             | Yōichi Doi (6/0), Teruyuki Moniwa (7/0), Jean (6/1), Satoru Asari (6/0), Ryūji Fujiyama (4/0), Fumitake Miura (4/0), Amaral (6/3), Mitsuhiro Toda (8/3), Yoshirō Abe (7/2), Masashi Miyazawa (8/1), Jō Kanazawa (7/0), Naohiro Ishikawa (7/3), Kelly (8/0), Akira Kaji (6/0), Hideaki Ozawa (2/0), Norio Suzuki (4/0), Yūta Baba (5/1), Oh Jang-eun (3/0), Yōhei Kajiyama (3/0), Yūhei Tokunaga (2/0) |
| Tokyo Verdy 1969     | Takuya Yamada (6/0), Lopes (6/1), Kentarō Hayashi (3/0), Kentarō Suzuki (4/0), Atsuhiro Miura (4/1), Hayuma Tanaka (3/0), Mboma (3/3), Ramon (2/1), Kazuki Hiramoto (6/0), Masayuki Yanagisawa (6/0), Seitarō Tomisawa (3/0), Naoto Sakurai (2/0), Daigo Kobayashi (5/0), Takumi Hayama (2/0), Kazunori Iio (5/0), Yoshinari Takagi (6/0), Takashi Hirano (5/0), Atsushi Yoneyama (3/0), Shingo Nejime (4/0), Yoshiyuki Kobayashi (4/1), Jun Tamano (1/0), Akira Takabe (1/0) |
| Yokohama F. Marinos  | Tatsuya Enomoto (4/0), Yoo Sang-chul (3/0), Naoki Matsuda (5/0), Yasuhiro Hato (3/0), Dutra (7/0), Yoshiharu Ueno (2/0), Yukihiko Satō (7/1), Akihiro Endō (7/1), Tatsuhiko Kubo (4/0), Norihisa Shimizu (6/0), Kunio Nagayama (5/0), Daisuke Oku (5/1), Kazuyoshi Mikami (4/0), Kazuki Satō (1/0), Daisuke Sakata (6/1), Sōtarō Yasunaga (3/0), Yūki Kaneko (2/0), Tetsuya Enomoto (4/0), Yūji Nakazawa (7/2), Masahiro Ōhashi (2/0), Takumi Motohashi (1/0), Shōgo Kobara (1/0), Daisuke Nasu (6/0), Yūtarō Abe (2/0), Yūzō Kurihara (2/0), Shō Kitano (2/0), Ryūji Kawai (3/0), Marquinhos (7/4) |
| Shimizu S-Pulse      | Masanori Sanada (1/0), Shōhei Ikeda (3/0), Naoki Hiraoka (2/0), Yasuhiro Yoshida (3/0), Emerson (2/1), Teruyoshi Itō (4/0), Alessandro Santos (4/0), Tuto (3/1), Masaaki Sawanobori (2/0), Ryūzō Morioka (4/1), Kōhei Hiramatsu (1/0), Yoshikiyo Kuboyama (3/0), Tomoyoshi Tsurumi (4/0), Hideaki Kitajima (2/0), Ahn Jung-hwan (4/2), Takaya Kurokawa (3/0), Kazumichi Takagi (1/0), Keisuke Ōta (1/1), Daisuke Ichikawa (4/0), Hayato Suzuki (1/0) |
| Júbilo Iwata         | Van Zwam (5/0), Hideto Suzuki (9/0), Taikai Uemoto (2/0), Takahiro Kawamura (7/0), Makoto Tanaka (9/0), Toshihiro Hattori (8/0), Hiroshi Nanami (5/0), Gral (10/5), Masashi Nakayama (2/1), Toshiya Fujita (6/0), Norihiro Nishi (8/0), Hiromasa Yamamoto (4/0), Nobuo Kawaguchi (6/0), Takahiro Yamanishi (9/0), Zivkovic (9/2), Ryōichi Maeda (9/5), Shō Naruoka (5/1), Kentarō Ōi (1/0), Toshiyasu Takahara (1/0), Takashi Fukunishi (8/0), Yasumasa Nishino (7/4), Naoya Kikuchi (2/0) |
| Nagoya Grampus Eight | Seigō Narazaki (6/0), Hideaki Tominaga (1/0), Panadic (4/0), Masayuki Ōmori (6/0), Masahiro Koga (4/0), Yūsuke Nakatani (2/0), Naoshi Nakamura (5/0), Tomoyuki Sakai (3/0), Vastic (2/0), Marques (4/0), Ueslei (5/2), Chikara Fujimoto (5/0), Kunihiko Takizawa (6/0), Chung Yong-dae (1/0), Kōjirō Kaimoto (2/0), Keiji Kaimoto (2/0), Taku Harada (1/0), Ryūta Hara (5/0), Tetsuya Okayama (5/0), Ryōji Ujihara (1/0), Keiji Yoshimura (5/2), Kei Yamaguchi (4/0), Ryūji Akiba (1/0) |
| Kyoto Purple Sanga   | Naohito Hirai (4/0), Shigeki Tsujimoto (2/0), Tadashi Nakamura (2/0), Kazuhiro Suzuki (4/0), Kazuki Teshima (3/0), Kiyotaka Ishimaru (4/0), Shingo Suzuki (4/0), Makoto Atsuta (1/0), Teruaki Kurobe (1/2), Daisuke Matsui (2/0), Yutaka Tahara (2/0), Atsushi Mio (1/0), Daisuke Nakaharai (4/1), Tadamichi Machida (2/0), Daisuke Saitō (4/0), Shin’ya Tomita (3/0), Makoto Kakuda (3/0), Yūsuke Mori (4/1), Ko Jong-su (3/1), Harutaka Ōno (1/0), Lim You-hwan (1/0) |
| Gamba Osaka          | Naoki Matsuyo (4/0), Chiquiarce (3/0), Masao Kiba (4/0), Noritada Saneyoshi (5/0), Tsuneyasu Miyamoto (5/1), Satoshi Yamaguchi (6/1), Yasuhito Endō (6/0), Galeano (2/0), Magrao (4/2), Takahiro Futagawa (5/0), Masanobu Matsunami (4/1), Shigeru Morioka (2/0), Tōru Irie (3/0), Shinsuke Sakimoto (1/0), Masashi Ōguro (5/3), Tōru Araiba (4/1), Kōta Yoshihara (4/1), Motohiro Yoshida (2/0), Toshihiro Matsushita (1/0), Yūsuke Igawa (1/0), Satoshi Nakayama (4/1), Hideo Hashimoto (4/0), Arata Kodama (1/0), Ryōta Aoki (1/0)                                                               |
| Cerezo Osaka         | Seigo Shimokawa (3/0), Yasushi Kita (3/0), Takuma Koga (3/0), Takanori Nunobe (4/1), Joao (1/0), Takeshi Hamada (1/0), Satoru Suzuki (4/0), Hiroaki Morishima (4/0), Pelak (1/0), Yoshito Ōkubo (3/0), Yasuo Manaka (2/0), Yūsuke Satō (1/0), Yūji Hironaga (3/0), Nobuki Hara (1/0), Kiyokazu Kudō (3/0), Baron (4/1), Akinori Nishizawa (4/1), Daisuke Tada (1/0), Shinobu Itō (3/0), Takaaki Tokushige (2/1), Ryū Saitō (2/0), Yoshiki Nakai (3/0) |
| Vissel Kobe          | Makoto Kakegawa (6/0), Naoto Matsuo (3/0), Shūsuke Tsubouchi (4/0), Kunie Kitamoto (2/0), Sidiclei (6/1), Tomo Sugawara (6/0), Naoya Saeki (2/0), Masayuki Okano (6/1), Oseas (5/4), Harison (5/3), Kazuyoshi Miura (4/0), Ryūji Bando (6/0), Park Kang-jo (1/0), Kōji Yoshimura (2/0), Yukio Tsuchiya (4/0), Mitsunori Yabuta (5/0), Masaya Nishitani (2/0), Yasutoshi Miura (5/0), Ryūji Tabuchi (3/0), Takayuki Yamaguchi (6/0), Hiromi Kojima (1/0) |
| Oita Trinita         | Hayato Okanaka (2/0), Takashi Miki (3/0), Sandro (3/0), Tomohiro Katanosaka (2/0), Tetsurō Uki (1/0), Daiki Wakamatsu (3/0), Teppei Nishiyama (3/0), Yoshito Terakawa (3/0), Takayuki Yoshida (2/1), Rodrigo (3/1), Andradina (3/2), Daiki Takamatsu (3/1), Haruki Seto (3/0), Takashi Umeda (1/0), Keita Kanemoto (1/0), Hiromi Kojima (1/0), Shin’ichi Mutō (1/0), Shōta Matsuhashi (2/0), Kenji Koyama (1/0), Kōji Arimura (1/0), Tomoya Kanamori (1/0), Yoshihiro Uchimura (1/0), Tomoaki Komorida (3/0), Kōji Ezumi (2/0), Tetsuya Yamazaki (3/0), Ryūji Michiki (1/0)                         |

## Ergebnisse

### Gruppenphase

#### Gruppe A
| Pl. | Verein           | Sp. | S | U | N | Tore    | Diff. | Punkte |
| --- | ---------------- | --- | - | - | - | ------- | ----- | ------ |
| 1.  | Júbilo Iwata     | 6   | 3 | 1 | 2 | 013:800 | +5    | 10     |
| 2.  | Urawa Reds       | 6   | 2 | 2 | 2 | 004:500 | −1    | 08     |
| 3.  | Tokyo Verdy 1969 | 6   | 2 | 2 | 2 | 007:100 | −3    | 08     |
| 4.  | Vissel Kobe      | 6   | 2 | 1 | 3 | 009:100 | −1    | 07     |

#### Gruppe B
| Pl. | Verein              | Sp. | S | U | N | Tore    | Diff. | Punkte |
| --- | ------------------- | --- | - | - | - | ------- | ----- | ------ |
| 1.  | FC Tokyo            | 6   | 3 | 2 | 1 | 012:500 | +7    | 11     |
| 2.  | Yokohama F. Marinos | 6   | 3 | 2 | 1 | 010:500 | +5    | 11     |
| 3.  | Vegalta Sendai      | 6   | 2 | 1 | 3 | 009:110 | −2    | 07     |
| 4.  | Kashiwa Reysol      | 6   | 0 | 3 | 3 | 003:130 | −10   | 03     |

#### Gruppe C
| Pl. | Verein              | Sp. | S | U | N | Tore    | Diff. | Punkte |
| --- | ------------------- | --- | - | - | - | ------- | ----- | ------ |
| 1.  | Gamba Osaka         | 4   | 2 | 1 | 1 | 008:600 | +2    | 07     |
| 2.  | Cerezo Osaka        | 4   | 1 | 2 | 1 | 004:400 | ±0    | 05     |
| 3.  | JEF United Ichihara | 4   | 1 | 1 | 2 | 005:700 | −2    | 04     |

#### Gruppe D
| Pl. | Verein               | Sp. | S | U | N | Tore    | Diff. | Punkte |
| --- | -------------------- | --- | - | - | - | ------- | ----- | ------ |
| 1.  | Nagoya Grampus Eight | 4   | 2 | 2 | 0 | 003:100 | +2    | 08     |
| 2.  | Kyoto Purple Sanga   | 4   | 1 | 2 | 1 | 005:500 | ±0    | 05     |
| 3.  | Ōita Trinita         | 4   | 0 | 2 | 2 | 005:700 | −2    | 02     |

### Finalrunde

#### Viertelfinale
|                      | Gesamt |                     | Hinspiel | Rückspiel |
| -------------------- | ------ | ------------------- | -------- | --------- |
| Júbilo Iwata         | 4:0    | Yokohama F. Marinos | 1:0      | 3:0       |
| Nagoya Grampus Eight | 1:6    | Kashima Antlers     | 1:5      | 0:1       |
| FC Tokyo             | 2:4    | Urawa Reds          | 2:2      | 0:2       |
| Gamba Osaka          | 3:4    | Shimizu S-Pulse     | 1:1      | 2:3       |

#### Halbfinale
|                 | Gesamt |              | Hinspiel | Rückspiel |
| --------------- | ------ | ------------ | -------- | --------- |
| Kashima Antlers | 1:2    | Júbilo Iwata | 1:0      | 0:2       |
| Shimizu S-Pulse | 6:2    | Urawa Reds   | 0:1      | 6:1       |

#### Finale
|                 | Ergebnis |            |
| --------------- | -------- | ---------- |
| Kashima Antlers | 0:4      | Urawa Reds |